# Heterophrynus cheiracanthus
Heterophrynus cheiracanthus är en spindeldjursart som först beskrevs av Paul Gervais 1842.  Heterophrynus cheiracanthus ingår i släktet Heterophrynus och familjen Phrynidae. Inga underarter finns listade i Catalogue of Life.